# 山鹿駅
山鹿駅（やまがえき）は、かつて熊本県山鹿市にあった山鹿温泉鉄道の駅（廃駅）。また、同線の終着駅であった。

## 歴史
- 1923年（大正12年）12月31日：鹿本鉄道の駅として開業。
- 1935年（昭和10年）8月21日：省営自動車山鹿線（肥後大津（豊肥本線）- 隈府（菊地電気軌道）- 山鹿 - 南関（九州肥筑鉄道）間）が開業[1]。
- 1952年（昭和27年）6月4日：社名変更により山鹿温泉鉄道の駅となる。
- 1965年（昭和40年）2月4日：全線廃止に伴い廃駅。

## 駅構造
2線2面のホームを有する地上駅。本社および車両基地を併設していた。

## 駅周辺
- 山鹿温泉街
- 八千代座
- 菊池川

## 現在

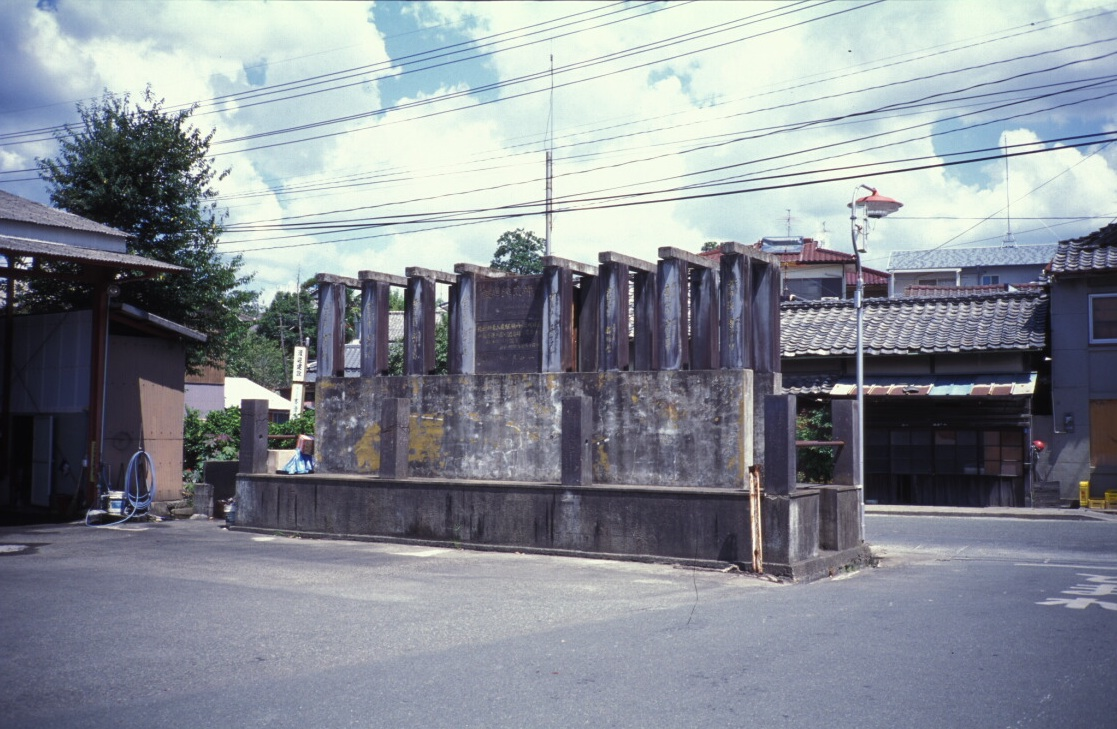
鉄道記念碑（1995年）

駅跡にはかつて山鹿自動車学校がおかれていたが、その自動車学校も廃校となった。旧駅舎を転用した事務所や自動車学校の練習コース、鉄道記念碑などは2010年（平成22年） - 2011年（平成23年）頃に解体撤去され、「山鹿水花月台」の名称で宅地造成が進められている。

## 隣の駅
山鹿温泉鉄道
山鹿温泉鉄道線
肥後大道駅 - 山鹿駅